# Achatinella bellula
Achatinella bellula é uma espécie de gastrópode  da família Achatinellidae.
É endémica de Oahu, Arquipélago do Havaí.